# Urbs aeterna
 Urbs aeterna лат. (изговор:урбс аетерна). Вјечни град. 

## Поријекло и значење изреке
Ко је изрекао, и од када вриједи ова изрека, није познато, али се зна да се односи на град Рим (италијански Roma)- главни град Италије.  
Многобројни називи града кроз његову дугу историју : la Città Eterna ("Вјечни град") Caput mundi ("Пријестолница свијета"), , Limen Apostolorum ("Апостолски праг"), la città dei sette colli ("Град на седам брежуљака")или само l'Urbe ("Град"), већ довољно наговјештавају његову старост. 
Град Рим је према миту, основао Ромул, син Реје Силвије и бога Марса 21. априла 753. п. н. е.. И назван по свом првом краљу Ромулу. Рим постоји и до дана данашњег. 
Већ само дјелић историје овог града о коме је претходно говорено је довољно референтно и респектабилно да овај апенински град у Европи и Свијету добије тако примјерен и ласкав атрибут: «Вјечни град»

## Значење
Када се говори о трајању, једино што се не доводи у сумњу је „Вјечност Рима“, па се тиме и апострофира  трајање као посебан квалитет. 